# Earned It
Earned It è un singolo del cantante canadese The Weeknd, pubblicato il 23 dicembre del 2014 come primo estratto dalla colonna sonora del film Cinquanta sfumature di grigio.
Scritto dallo stesso The Weeknd, insieme a Stephan Moccio, Jason Quenneville e Ahmad Balshe, il brano ha ricevuto la candidatura come miglior canzone nell'ambito dei Premi Oscar 2016 ed ha vinto un miglior interpretazione R&B nello stesso anno.

## Video musicale
Il video musicale è stato diretto da Sam Taylor-Johnson, regista anche del film, ed è stato pubblicato il 21 gennaio 2015. Al video ha preso parte l'attrice Dakota Johnson.

## Tracce
1. Earned It – 4:12

## Classifiche
| Classifica (2014-15) | Posizione massima |
| -------------------- | ----------------- |
| Australia            | 13                |
| Canada               | 8                 |
| Francia              | 2                 |
| Italia               | 25                |
| Lussemburgo          | 2                 |
| Regno Unito          | 4                 |
| Stati Uniti          | 3                 |